# صیف
صیف (به عربی: صیف) یک منطقهٔ مسکونی در یمن است که در استان حضرموت واقع شده‌است.